# Nasser Boucenna
Pour les articles homonymes, voir Boucenna.
Nasser Boucenna, né le 9 janvier 1978 à Toulon, est un footballeur français international de football de plage.

## Biographie
Nasser Boucenna prend sa première licence au Club de Bon Accueil, petit club situé près du quartier du Mourillon. Puis signe dans divers clubs de quartier (la rode, la beaucaire, le gazelec Toulon).
Il est recruté à l'USAM TOULON qui évolue en junior ligue,l'élite de la catégorie de jeune. Il intègre ensuite l'équipe 1ère de La Valette et signe a Toulon le Las qui fera de lui un joueur connu dans les niveaux de divisions d'honneurs.Il effectue plusieurs saisons au SOCC (Bouches du Rhône), Bayonne, Fréjus,et un retour à Toulon sa ville natale.
En 2011, retraité des terrains depuis 2009 et membre actif de équipe de France de beach soccer, Nasser Boucenna rejoint le Sporting Toulon Var lui qui est né et a grandi à Toulon et fait du Sporting son club de cœur,.
Durant l'été 2013, Nasser Boucenna est appelé en équipe de France de beach soccer pour participer à la phase finale du Championnat d'Europe.

## Palmarès
- Champion CFA2 (2005) SOCC.
- Champion coupe de Provence (2006) SOCC.
- 1/4 finale Coupe de France.stade j.dauger. A.Bayonnais/Olympique Lyonnais (1-2).
- Champion DH (2011) Touon Le Las.
- Champion du Var (2007,2009,2011).
- Champion coupe méditerranée (2009).
- Champion de  France national Beach Soccer (2014)club : Marseille 12.
- Champion tournoi super finale européenne (Torredambara-Espagne)
- Équipe de France Beach Soccer .

## Statistiques
- Toulon le Las : DH 2000-2001 - 28 buts.
- SOCC : CFA2 2004-2005 - 15 buts .
- SOCC : CFA 2005-2006 - 17 buts.